# Tungskapania
Tungskapania (Scapania lingulata) är en levermossart som beskrevs av Leopold von Buch. Tungskapania ingår i släktet skapanior, och familjen Scapaniaceae. Arten är reproducerande i Sverige.